# قلعه دختر نوغاب
قلعه دختر نوغاب مربوط به دوره اسماعیلیه است و در شهرستان درمیان، روستای نوغاب واقع شده و این اثر در تاریخ ۲۷ مرداد ۱۳۸۲ با شمارهٔ ثبت ۹۶۱۰ به‌عنوان یکی از آثار ملی ایران به ثبت رسیده است.